# Zsadány
Zsadány là một thị trấn thuộc hạt Békés, Hungary. Thị trấn này có diện tích 65,84 km², dân số năm 2010 là 1636 người, mật độ 25 người/km².